# Wolfgang Schmidt (Basketballspieler)
Wolfgang Schmidt ist ein ehemaliger deutscher Basketballspieler.

## Leben
Schmidt spielte von 1969 bis 1971 mit dem TuS 04 Leverkusen in der Basketball-Bundesliga und wurde in 41 Begegnungen (8,6 Punkte/Spiel) eingesetzt. In der Spielzeit 1969/70 errang er mit der Mannschaft den deutschen Meistertitel sowie den Sieg im DBB-Pokal. In der Saison 1970/71 wurden abermals beide Titel gewonnen, Schmidt nahm mit Leverkusen in diesem Spieljahr des Weiteren am Europapokal der Landesmeister teil.
In der bundesdeutschen Nationalmannschaft wurde Schmidt in sieben Länderspielen zum Einsatz gebracht. Diese sieben Länderspiele bestritt er alle im Jahr 1969. Seine beste Punktausbeute in einem Länderspiel waren 8 im Europameisterschaftsqualifikationsspiel gegen Finnland im Mai 1969.